# Wildermieminger Straße
De Wildermieminger Straße (L284) is een 1,09 kilometer lange Landesstraße (lokale weg) in het district Imst in de Oostenrijkse deelstaat Tirol. De weg begint bij de Mieminger Straße (B189) in het dorpje Affenhausen. Vandaar loopt de weg omhoog naar Wildermieming. Het beheer van de straat valt onder de Straßenmeisterei Imst.